# Кубок Північної Ірландії з футболу 2014—2015
Кубок Північної Ірландії з футболу 2014–2015 — 135-й розіграш кубкового футбольного турніру в Північній Ірландії. Титул здобув Гленторан.

## Календар
| Раунд           | Дата                     | Матчі | Клуби    |
| --------------- | ------------------------ | ----- | -------- |
| Перший раунд    | 23 серпня 2014           | 40    | 125 → 85 |
| Другий раунд    | 4 жовтня 2014            | 22    | 85 → 63  |
| Третій раунд    | 8, 15, 29 листопада 2014 | 11    | 63 → 52  |
| Четвертий раунд | 6 грудня 2014            | 20    | 52 → 32  |
| 1/16 фіналу     | 10, 20 січня 2015        | 16    | 32 → 16  |
| 1/8 фіналу      | 7 лютого 2015            | 8     | 16 → 8   |
| Чвертьфінали    | 28 лютого 2015           | 4     | 8 → 4    |
| Півфінали       | 21 березня 2015          | 2     | 4 → 2    |
| Фінал           | 2 травня 2015            | 1     | 2 → 1    |

## 1/16 фіналу
| Команда 1                     | Рахунок | Команда 2                |
| ----------------------------- | ------- | ------------------------ |
| 10 січня 2015                 |         |                          |
| Харленд-енд-Вульф Велдерс (2) | 2:0     | Дерріегі Крікет Клаб (4) |
| Портстюарт (3)                | 3:2     | Дандела (2)              |
| ПСНІ (2)                      | 1:2 дч  | Портадаун                |
| Тобермор Юнайтед (3)          | 0:2     | Лінфілд (Белфаст)        |
| Енней Юнайтед (3)             | 1:3     | Балліклер Комрадс (2)    |
| Армаг Сіті (2)                | 3:0     | Ньютаун (4)              |
| Балліміна Юнайтед             | 4:0     | Кремлін Стар (4)         |
| Бангор (2)                    | 4:0     | Брентвуд (4)             |
| Кліфтонвілль                  | 6:0     | Ардс Рейнджерс (4)       |
| Колрейн                       | 1:3     | Ворренпойнт Таун         |
| Крузейдерс                    | 6:0     | Ньюінгтон (3)            |
| Данганнон Свіфтс              | 4:2 дч  | Баллінамаллард Юнайтед   |
| Гленторан                     | 2:0     | Ардс (3)                 |
| Інститут                      | 5:1     | Лофгол (2)               |
| Мойола Парк (3)               | 2:3     | Гленавон                 |
| 20 січня 2015                 |         |                          |
| Ларн (2)                      | 1:2     | Каррік Рейнджерс (2)     |

## 1/8 фіналу
| Команда 1                     | Рахунок         | Команда 2         |
| ----------------------------- | --------------- | ----------------- |
| 7 лютого 2015                 |                 |                   |
| Харленд-енд-Вульф Велдерс (2) | 2:0             | Гленавон          |
| Портстюарт (3)                | 0:2             | Портадаун         |
| Балліклер Комрадс (2)         | 0:0 дч пен. 4:5 | Данганнон Свіфтс  |
| Бангор (2)                    | 0:2             | Крузейдерс        |
| Кліфтонвілль                  | 1:2             | Балліміна Юнайтед |
| Гленторан                     | 4:1             | Армаг Сіті (2)    |
| Каррік Рейнджерс (2)          | 3:1 дч          | Інститут          |
| Лінфілд (Белфаст)             | 5:0             | Ворренпойнт Таун  |

## Чвертьфінали
| Команда 1                     | Рахунок | Команда 2            |
| ----------------------------- | ------- | -------------------- |
| 28 лютого 2015                |         |                      |
| Харленд-енд-Вульф Велдерс (2) | 2:3     | Балліміна Юнайтед    |
| Крузейдерс                    | 4:1     | Каррік Рейнджерс (2) |
| Гленторан                     | 3:0     | Данганнон Свіфтс     |
| Портадаун                     | 3:2     | Лінфілд (Белфаст)    |

## Півфінали
| Команда 1         | Рахунок | Команда 2 |
| ----------------- | ------- | --------- |
| 21 березня 2015   |         |           |
| Крузейдерс        | 0:1     | Гленторан |
| Балліміна Юнайтед | 1:3     | Портадаун |

## Фінал
| 2 травня 2015 15:30 (CET) |

| Гленторан    | 1:0      | Портадаун |
| ------------ | -------- | --------- |
| Скулліон 54' | Протокол |           |

| Овал, Белфаст Глядачів: 8 072 Арбітр: Росс Данлоп |